# 黃銘 (弘治進士)
黃銘（1457年—？），字于鼎，福建泉州府晉江縣人，軍籍，明朝政治人物。

## 生平
成化二十二年（1486年）丙午科福建鄉試第二十九名舉人。弘治六年（1493年）中式癸丑科會試第二百三十七名，二甲第七十七名進士。

## 家族
曾祖黃顯祖；祖父黃景燦；父黃齊，母蔡氏；繼母董氏。具庆下。弟黄鏻、黃鑅（同科進士）、黄御、黄铨。